# 佐久間なつみ
佐久間 なつみ（さくま なつみ、1944年8月10日 - ）は、日本の女性声優、ナレーター。熊本県出身。

## 略歴
愛知県立女子短期大学英文科卒業。NHK名古屋『中学生日記』でデビュー。
以前は大阪テレビタレントビューロー、黒沢良事務所、同人舎プロダクション、NPSテアトル、ぷろだくしょんバオバブ、大沢事務所、ALBAに所属していた。

## 人物
趣味は歌、日本舞踊。

## 出演

### テレビアニメ
1972年
- デビルマン（牧村夫人）

1981年
- うる星やつら（1981年 - 1986年、あたるの母、老婆 他）
- まいっちんぐマチコ先生（サツキの母）

1982年
- サイボットロボッチ（ロボッチ）

1983年
- 銀河漂流バイファム（ミセスロビンソン）
- スプーンおばさん

1984年
- チックンタックン

1985年
- ハイスクール!奇面組（出瀬質代）

1986年
- 愛少女ポリアンナ物語（ブリジット）
- 機動戦士ガンダムΖΖ（母親）

1987年
- ウルトラB（福野福子）
- エスパー魔美（寿美子、老夫人）
- シティーハンター（1987年 - 1989年、玲子、貴子） - 2シリーズ

1989年
- 美味しんぼ（栗田文枝、盛沢夫人）
- チンプイ（内木の母）
- らんま1/2 熱闘編（たけ）

1991年
- 楽しいムーミン一家 冒険日記（ゴッドリー）

1992年
- スペースオズの冒険（西の魔女）

1993年
- クッキングパパ（田中の母）

1995年
- ストリートファイターII V（ケンの母）

1999年
- GREGORY HORROR SHOW（ミイラ坊や）

2000年
- NieA_7（新聞屋のおばさん）

2002年
- 藍より青し（葵の祖母）
- Witch Hunter ROBIN（老婆）

2003年
- 高橋留美子劇場（老婦人）

2005年
- 英國戀物語エマ（メルヴィル夫人）

2010年
- 名探偵コナン（柏達馬の母）

2011年
- フジログ（フジヤマミツコ）

### 劇場アニメ
- うる星やつら オンリー・ユー（1983年、あたるの母）
- うる星やつら2 ビューティフル・ドリーマー（1984年、あたるの母）
- うる星やつら3 リメンバー・マイ・ラブ（1985年、あたるの母）
- うる星やつら4 ラム・ザ・フォーエバー（1986年、あたるの母）
- うる星やつら 完結篇（1988年、あたるの母）
- うる星やつら いつだってマイ・ダーリン（1991年、あたるの母）

### OVA
- うる星やつら 了子の9月のお茶会（1985年、あたるの母）
- うる星やつら 夢の仕掛人 因幡くん登場! ラムの未来はどうなるっちゃ!?（1987年、あたるの母）
- うる星やつら 電気仕掛けの御庭番（1989年、あたるの母）
- うる星やつら 月に吠える（1989年、あたるの母）
- うる星やつら ザ・障害物水泳大会（2010年、あたるの母）

### Webアニメ
- 埼玉県在住、フジヤマオサム、33歳、無職（ニート）。 〜フジログ入門編〜（2011年、フジヤマミツコ）

### ゲーム
- TIZ -Tokyo Insect Zoo-（1996年、リョウの母）
- あいたくて… 〜your smiles in my heart〜（2000年）

### ラジオ
- サウンドトラベル（2002年 - 2004年、ニッポン放送）

### CD
- S.S.D.S.愛の時・迷宮2（中あやめ）
- 魔性の子（高里早苗）

### ナレーション
- 大前研一のがらがらニッポン
- 奇跡体験!アンビリバボー
- 金曜テレビの星!
- 小錦引退特番
- 筑紫哲也ニュース23 環境破壊SP
- 所さんの20世紀解体新書
- 中居正広のボクらはみんな生きている
- 封印された危険地図
- 古地図江戸さんぽ 池波正太郎
  - 「鬼平犯科帳を歩く」
  - 「剣客商売を歩く」
- 平成保険の達人・大検証SP
- 報道ステーションSP
- 夢の扉 〜NEXT DOOR〜